# Ультрадюрен
Ультрадюрен — (рос. ультрадюрен, англ. ultradurain, нім. Ultradurain m, Ultradüren m — за (Ліфшиць, 1958) — інгредієнт (мікроінгредієнт) викопного вугілля, — дюрен зі змішаною або непрозорою масою і сумарним вмістом вітриніту і семівітриніту до 35 %, вміст інш. мікрокомпонентів може бути різним (наприклад, У. фюзенового складу містить до 95 % мікрокомпонентів групи фюзиніту).